# Mendip

Mendip é um distrito de administração local em Somerset, Inglaterra. O distrito de Mendip abrange uma grande zona rural de 739km² que se estende desde Mendip Hills até Somerset Levels. Tem uma população de cerca de 110 000. O centro administrativo fica situado em Shepton Mallet, mas a cidade de maior dimensão é Frome.
O distrito foi criado em 1 de Abril de 1974, sob a Lei do Governo Local de 1972, pela fusão dos borough municipais de Glastonbury e Wells, e dos distritos urbanos de Frome, Shepton Mallet, Street, e do  Distrito Rural de Frome, Distrito Rural de Shepton Mallet e Distrito Rural de Wells, e partes do Distrito Rural de Axbridge e Distrito Rural de Clutton.